# یواس‌اس ویرجینیا (بی‌بی-۱۳)
یواس‌اس ویرجینیا (بی‌بی-۱۳) (به انگلیسی: USS Virginia (BB-13)) یک کشتی بود. این کشتی در سال ۱۹۰۴ ساخته شد.